# Darsie Anderson
Darsie Anderson (ur. 22 lutego 1868 w Abbey Wood, zm. 26 grudnia 1937 w Guildford) – szkocki rugbysta, reprezentant kraju.
W latach 1889–1892 rozegrał w Home Nations Championship osiem spotkań dla szkockiej reprezentacji zdobywając jedno przyłożenie.